# Dojranské jezero
Dojranské jezero (makedonsky Дојранско Езеро [Dojransko Ezero], řecky λίμνη Δοϊράνη [Limni Doirani], v antice Πρασιάς - Prazias) je jezero na hranici Severní Makedonie a Řecka (Střední Makedonie). Má rozlohu 43,1 km² (27,3 km² v Severní Makedonii, 15,8 km² v Řecku). Ze severu na jih je 8,9 km dlouhé a ze západu na východ 7,1 km široké. Dosahuje maximální hloubky 10 m. Nachází se v nadmořské výšce 148 m. Povodí jezera má rozlohu 271,8 km².

## Původ
Jezero je tektonicko-sopečného původu a existuje od čtvrtohor. Je pozůstatkem většího pleistocenního Peoňského jezera.

## Vodní režim
Jezero se nachází mezí dolinami řek Vardar a Struma u úpatí masivu Belasica, z něhož do jezera přitéká několik malých potoků. Z jižního konce odtéká řeka Ardžan (řecky Αρτζάν), která ústí do Vardaru. Na konci 20. století se v důsledku využívání vody z jezera pro zemědělství snížil její celkový objem z 262 mil. m³ v roce 1988 na 80 mil. m³ v roce 2000.

## Vlastnosti vody
Má eutrofický charakter.

## Flóra a fauna
V jezeře žije několik endemických druhů.

## Osídlení
Na břehu leží vesnice Nikolič, Nov Dojran, Star Dojran i Sretenovo (v Severní Makedonii) a Dojrani (v Řecku).

## Historie
V roce 1905 jezero zamrzlo, což je vzhledem k středomořskému podnebí velmi řídkým jevem.
Během 1. světové války na jižním břehu proběhla bitva na Dojranském jezeře mezi řecko-britskou a bulharskou armádou.